# Ailyn

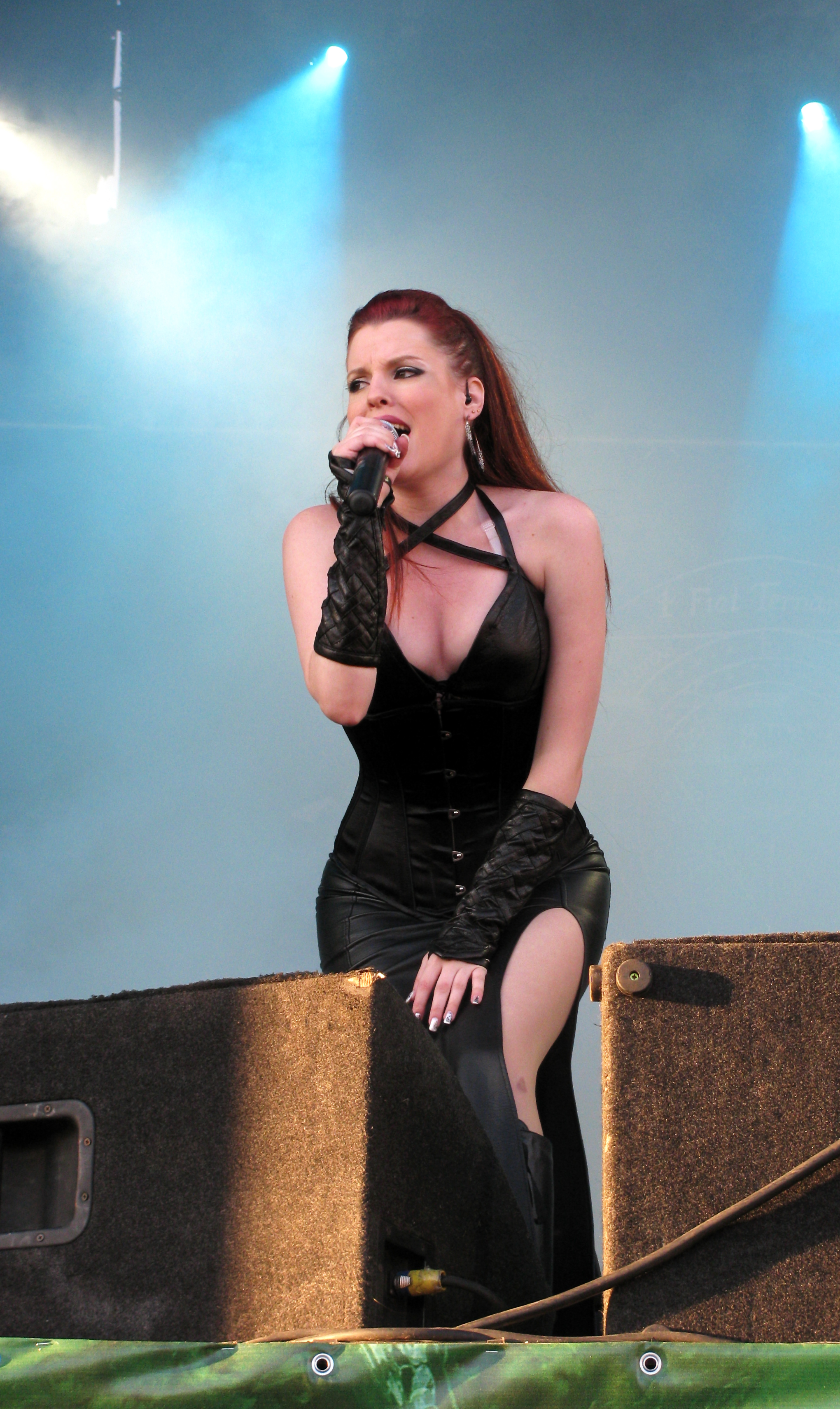
Ailyn mit Sirenia bei einem Live-Auftritt 2010

Ailyn, geborene Pilar Giménez García, (* 29. Mai 1982 in Barcelona) ist eine spanische Sängerin. Bekanntheit erlangte sie insbesondere als Sängerin der norwegischen Symphonic-Metal-Band Sirenia, der sie von 2008 bis 2016 angehörte.

## Leben
Ailyn startete ihre musikalische Karriere im Alter von 15 Jahren, als sie begann, Solfège und klassischen Gesang an der Albéniz School of Music in Barcelona zu studieren. Ihren ersten öffentlichen Auftritt hatte sie 2002 in Cornellà de Llobregat im Rahmen einer Benefiz-Veranstaltung.
Ihren ersten Plattenvertrag erhielt sie als Mitglied von Charm, einem weiblichen Gesangstrio, das japanische Musik darbot. Nachdem 2003 das erste Album Konnichiwa veröffentlicht worden war, begann Ailyn, an einer Solokarriere zu arbeiten. Sie verließ Charm 2004, nachdem einige Tracks für die Animeserie Kimagure Orange Road fertiggestellt waren.
Im September 2005 repräsentierte sie Spanien bei dem Internationalen Popmusik-Festival Canzoni Dal Mondo und gehörte zu den 10 Finalisten. Wenig später erhielt sie Auszeichnungen beim Internationalen Song Festival auf den Kanarischen Inseln, unter anderem für Puedo Sentir, eine Coverversion des Songs Fall in Love von Lena Park.
Im Mai 2007 nahm sie an der spanischen Version der Castingshow X Factor in der Kategorie der 16 – 25-Jährigen teil, schied in der vierten Sendung allerdings aus.
Am 9. April 2008 wurde bekannt gegeben, dass Ailyn unter 500 Bewerberinnen als neue Sängerin der Symphonic-Metal-Band Sirenia ausgewählt wurde. Ihr Debüt gab sie 2009 auf dem Album The 13th Floor. Es folgten drei weitere Studioalben sowie zahlreiche Konzerte in Europa und Südamerika. Zudem trat Ailyn mit Sirenia bei diversen Festivals wie dem Wacken Open Air 2011 auf.
Nachdem bereits im Juni 2016 einige Auftritte von Sirenia ohne Ailyn stattgefunden hatten, gab die Band am 5. Juli 2016 die Trennung von der Sängerin „aus persönlichen Gründen“ bekannt.
2019 schloss sich Ailyn der neu gegründeten Metal-Band Her Chariot Awaits an. Das gleichnamige Debüt-Album wurde am 22. Mai 2020 veröffentlicht.
Am 21. Oktober 2020 gab die norwegische Metal-Band Trail of Tears ihre Reunion bekannt. Zugleich wurde Ailyn als neue Sängerin vorgestellt.

## Gastauftritte
2011 fungierte Ailyn als Gastsängerin auf dem Album Death & Legacy der österreichischen Metal-Band Serenity.
Einen weiteren Gastauftritt hatte sie bei der griechischen Symphonic-Metal-Band Enemy of Reality. Das Musikvideo zu dem Song Needle Bites wurde am 6. Oktober 2014 veröffentlicht.

## Diskografie

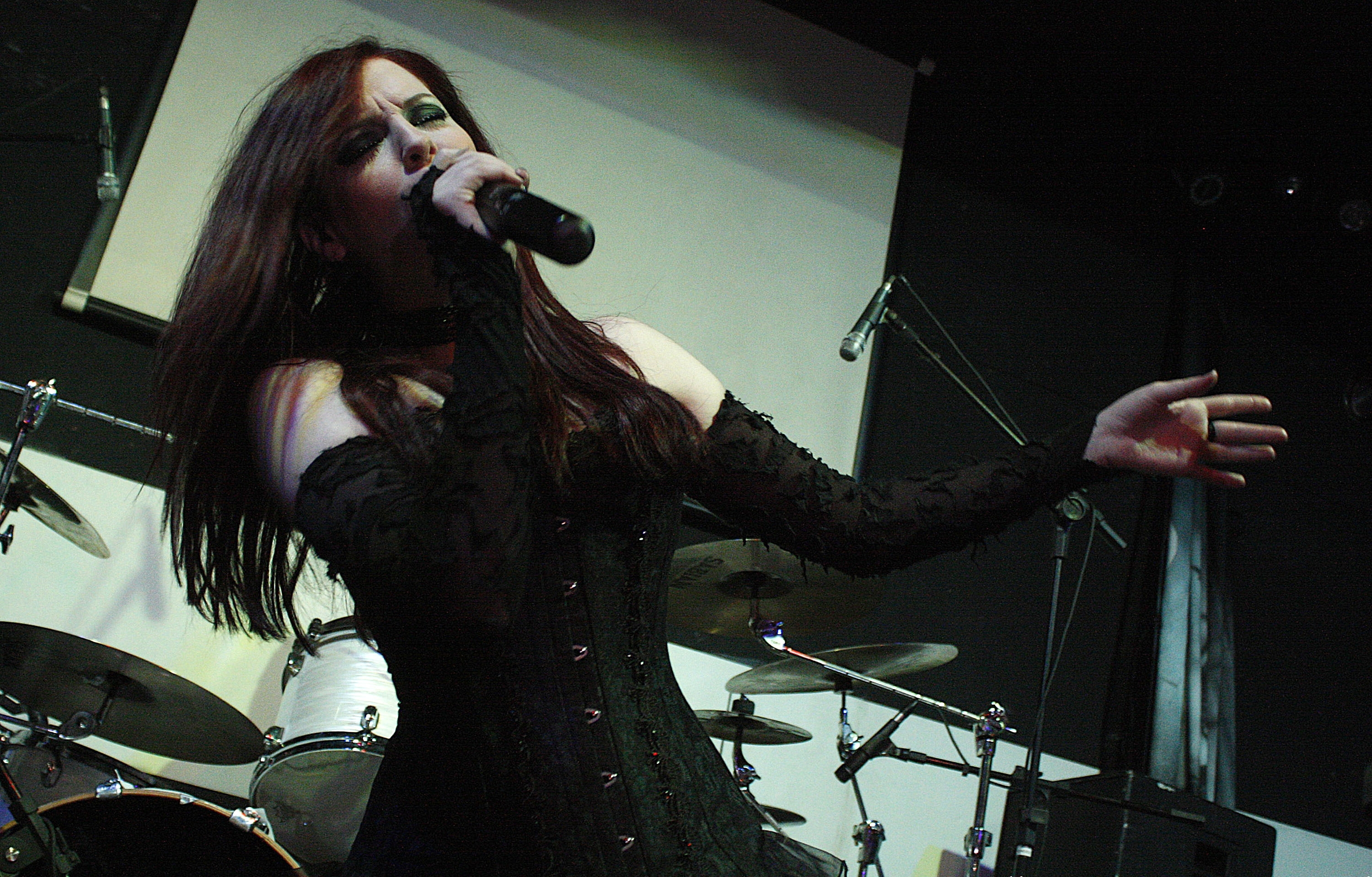
Mit Sirenia, 2011

### Mit Sirenia

#### Alben
- 2009: The 13th Floor
- 2011: The Enigma of Life
- 2013: Perils of the Deep Blue
- 2015: The Seventh Life Path

#### Singles/Musikvideos
- 2011: The End of it All
- 2013: Seven Widows Weep
- 2015: Once my Light

### Als Gastsängerin

#### Alben
- 2011: Death & Legacy – mit Serenity

#### Singles/Musikvideos
- 2011: The Chevalier – mit Serenity
- 2014: Needle Bites – mit Enemy Of Reality
- 2014: Furia de Libertad – mit Diabulus in Musica
- 2021: This is Not the End ft. Adrienne Cowan, Anette Olzon & More – mit Heart Healer (Magnus Karlsson)